# Saint-Didier-en-Donjon
Saint-Didier-en-Donjon est une commune française située dans le département de l'Allier, en région Auvergne-Rhône-Alpes.

## Géographie

### Localisation
La commune se situe dans les Basses Marches du Bourbonnais, à l'est du département de l'Allier.
Ses communes limitrophes sont :
| Monétay-sur-Loire |                        | Le Pin                          |
| Liernolles        | Saint-Didier-en-Donjon | Saint-Léger-sur-Vouzance Luneau |
| Le Donjon         |                        | Neuilly-en-Donjon               |

### Transports
La commune est traversée par l'axe Lapalisse – Le Donjon – Digoin (route départementale 994), ainsi que par les routes départementales 166 (liaison de Monétay-sur-Loire au Donjon passant à l'ouest de la commune), 211 (vers Liernolles et Luneau) et 266 (vers Neuilly-en-Donjon).

### Climat
Pour des articles plus généraux, voir Climat d'Auvergne-Rhône-Alpes et Climat de l'Allier.
En 2010, le climat de la commune est de type climat océanique dégradé des plaines du Centre et du Nord, selon une étude du CNRS s'appuyant sur une série de données couvrant la période 1971-2000. En 2020, Météo-France publie une typologie des climats de la France métropolitaine dans laquelle la commune est exposée à un climat océanique altéré et est dans la région climatique Centre et contreforts nord du Massif Central, caractérisée par un air sec en été et un bon ensoleillement.
Pour la période 1971-2000, la température annuelle moyenne est de 10,9 °C, avec une amplitude thermique annuelle de 16,6 °C. Le cumul annuel moyen de précipitations est de 817 mm, avec 11,3 jours de précipitations en janvier et 7,4 jours en juillet. Pour la période 1991-2020, la température moyenne annuelle observée sur la station météorologique installée sur la commune est de 11,5 °C et le cumul annuel moyen de précipitations est de 762,6 mm,. Pour l'avenir, les paramètres climatiques de la commune estimés pour 2050 selon différents scénarios d'émission de gaz à effet de serre sont consultables sur un site dédié publié par Météo-France en novembre 2022.
| Mois                                  | jan.           | fév.           | mars           | avril         | mai           | juin          | jui.          | août           | sep.          | oct.            | nov.            | déc.           | année      |
| ------------------------------------- | -------------- | -------------- | -------------- | ------------- | ------------- | ------------- | ------------- | -------------- | ------------- | --------------- | --------------- | -------------- | ---------- |
| Température minimale moyenne (°C)     | 0,1            | 0,1            | 2,3            | 4,8           | 8,6           | 12,2          | 13,8          | 13,5           | 10            | 7,4             | 3,4             | 0,8            | 6,4        |
| Température moyenne (°C)              | 3,5            | 4,2            | 7,5            | 10,5          | 14,3          | 18,2          | 20            | 19,8           | 16            | 12,2            | 7,1             | 4,1            | 11,5       |
| Température maximale moyenne (°C)     | 6,8            | 8,2            | 12,6           | 16,2          | 20            | 24,2          | 26,2          | 26,2           | 22,1          | 17              | 10,9            | 7,4            | 16,5       |
| Record de froid (°C) date du record   | −14,4 13.01.03 | −14,2 05.02.12 | −13,5 01.03.05 | −6,5 08.04.03 | −1 07.05.19   | 2,8 04.06.01  | 5,5 17.07.00  | 2,3 30.08.1998 | 0,8 22.09.22  | −7,4 31.10.1997 | −9,9 23.11.1998 | −13,6 30.12.05 | −14,4 2003 |
| Record de chaleur (°C) date du record | 17,9 01.01.23  | 21,5 24.02.21  | 25,1 31.03.21  | 28,8 30.04.05 | 32,6 20.05.22 | 39,3 27.06.19 | 39,8 31.07.20 | 40 24.08.23    | 35,5 10.09.23 | 30,1 13.10.23   | 22,7 07.11.15   | 18,5 05.12.06  | 40 2023    |
| Précipitations (mm)                   | 56,2           | 43,1           | 50,5           | 62,6          | 80,7          | 64,1          | 70,6          | 75,4           | 59,1          | 69,7            | 71              | 59,6           | 762,6      |

## Urbanisme

### Typologie
Au 1er janvier 2024, Saint-Didier-en-Donjon est catégorisée commune rurale à habitat très dispersé, selon la nouvelle grille communale de densité à 7 niveaux définie par l'Insee en 2022.
Elle est située hors unité urbaine et hors attraction des villes,.

### Occupation des sols

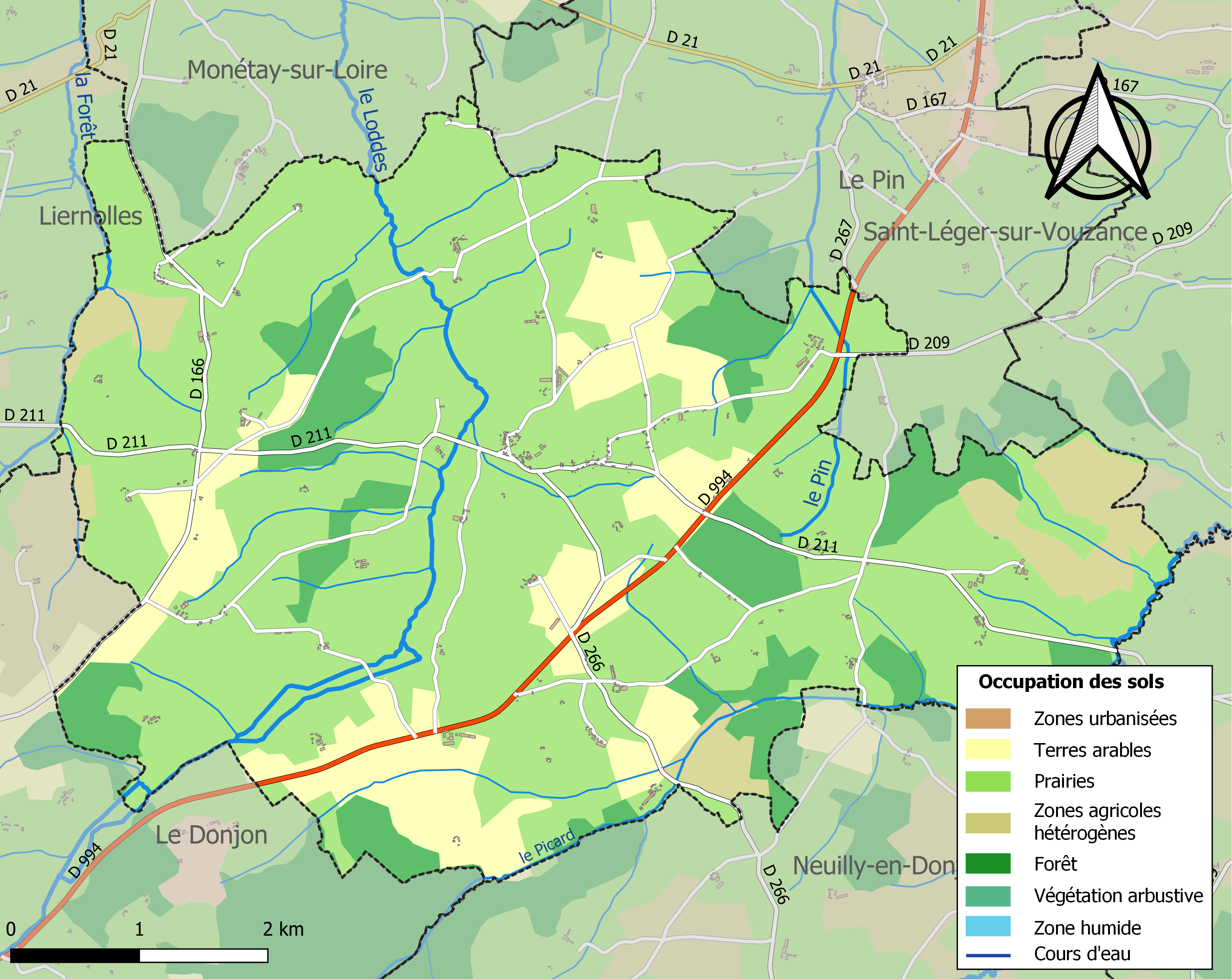
Carte des infrastructures et de l'occupation des sols de la commune en 2018 (CLC).

L'occupation des sols de la commune, telle qu'elle ressort de la base de données européenne d’occupation biophysique des sols Corine Land Cover (CLC), est marquée par l'importance des territoires agricoles (87,9 % en 2018), une proportion sensiblement équivalente à celle de 1990 (88,1 %). La répartition détaillée en 2018 est la suivante : 
prairies (69,4 %), terres arables (13,6 %), forêts (12,1 %), zones agricoles hétérogènes (4,9 %).
L'IGN met par ailleurs à disposition un outil en ligne permettant de comparer l'évolution dans le temps de l'occupation des sols de la commune (ou de territoires à des échelles différentes). Plusieurs époques sont accessibles sous forme de cartes ou photos aériennes : la carte de Cassini (XVIIIe siècle), la carte d'état-major (1820-1866) et la période actuelle (1950 à aujourd'hui).

## Histoire
Pendant la période révolutionnaire de la Convention nationale (1792-1795), le village prit le nom de Bois-Didier.

## Politique et administration

### Administration municipale
| Période                                  | Période                      | Identité         | Étiquette | Qualité                   |
| ---------------------------------------- | ---------------------------- | ---------------- | --------- | ------------------------- |
| Les données manquantes sont à compléter. |                              |                  |           |                           |
| mars 2001                                | mars 2014                    | François Desbois |           |                           |
| mars 2014                                | En cours (au 8 juillet 2020) | Jérome Lassot    | DVG       | Agriculteur Réélu en 2020 |

## Population et société

### Démographie
L'évolution du nombre d'habitants est connue à travers les recensements de la population effectués dans la commune depuis 1793. Pour les communes de moins de 10 000 habitants, une enquête de recensement portant sur toute la population est réalisée tous les cinq ans, les populations de référence des années intermédiaires étant quant à elles estimées par interpolation ou extrapolation. Pour la commune, le premier recensement exhaustif entrant dans le cadre du nouveau dispositif a été réalisé en 2008.

En 2022, la commune comptait 245 habitants, en évolution de −8,92 % par rapport à 2016 (Allier : −1,38 %, France hors Mayotte : +2,11 %).
| 1793 | 1800 | 1806 | 1821 | 1831 | 1836 | 1841 | 1846 | 1851 |
| ---- | ---- | ---- | ---- | ---- | ---- | ---- | ---- | ---- |
| 672  | 590  | 623  | 648  | 647  | 675  | 688  | 719  | 644  |

| 1856 | 1861 | 1866 | 1872 | 1876 | 1881 | 1886 | 1891 | 1896 |
| ---- | ---- | ---- | ---- | ---- | ---- | ---- | ---- | ---- |
| 709  | 717  | 739  | 824  | 816  | 857  | 862  | 843  | 821  |

| 1901 | 1906 | 1911 | 1921 | 1926 | 1931 | 1936 | 1946 | 1954 |
| ---- | ---- | ---- | ---- | ---- | ---- | ---- | ---- | ---- |
| 728  | 712  | 675  | 625  | 665  | 634  | 609  | 582  | 567  |

| 1962 | 1968 | 1975 | 1982 | 1990 | 1999 | 2006 | 2008 | 2013 |
| ---- | ---- | ---- | ---- | ---- | ---- | ---- | ---- | ---- |
| 536  | 503  | 415  | 373  | 311  | 284  | 272  | 268  | 269  |

| 2018 | 2022 | - | - | - | - | - | - | - |
| ---- | ---- | - | - | - | - | - | - | - |
| 250  | 245  | - | - | - | - | - | - | - |

### Enseignement
Saint-Didier-en-Donjon dépend de l'académie de Clermont-Ferrand. La commune fait partie d'un regroupement pédagogique intercommunal avec les communes du Pin et de Saint-Léger-sur-Vouzance.
Les élèves de CP, CE1 et CE2 fréquentent l'école de la commune ; ceux de maternelle vont au Pin et de cours moyen (1re et 2e années) à Saint-Léger-sur-Vouzance.

## Culture locale et patrimoine

### Lieux et monuments
- Église Saint-Léger de Saint-Didier-en-Donjon.
- Le château des Millets (XVe, XVIe et XVIIIe siècles), inscrit aux monuments historiques le 23 décembre 2009[20].
- La Bazolle, maison à pans de bois des XVIe et XVIIe siècles (ainsi que sa ferme dite de Champodon), partiellement classée aux monuments historiques le 23 novembre 1982[21]. Ancienne seigneurie.

### Personnalités liées à la commune
- François Bernard Descrots d'Estrée, militaire et homme politique, né le 22 janvier 1733 à Saint-Didier-en-Donjon (Allier) et mort en 1797, député de l'Allier de 1791 à 1792.